# Ctimene nocturnignis
Ctimene nocturnignis är en fjärilsart som beskrevs av Holloway 1979. Ctimene nocturnignis ingår i släktet Ctimene och familjen mätare. Inga underarter finns listade i Catalogue of Life.